# George Karl
George Matthew Karl (Penn Hills, Pensilvania, 12 de mayo de 1951) es un exjugador y exentrenador de baloncesto estadounidense. Su hijo Coby Karl también jugó al baloncesto profesional. Es uno de los nueve entrenadores de la historia de la NBA en haber ganado más de 1000 partidos de liga.

## Trayectoria deportiva

### Jugador
Tras cursar sus estudios en la Universidad de Carolina del Norte, Karl fue elegido en el Draft de la NBA de 1973 por los New York Knicks, en la 14.ª posición de la cuarta ronda, puesto que no le dio garantías de jugar en la NBA, por lo que aceptó una oferta de los San Antonio Spurs, por entonces en la ABA. Allí en Texas jugó durante 5 temporadas, las dos últimas en la máxima competición, una vez integrado su equipo en la NBA, como base suplente. Sus estadísticas totales de 6,3 puntos y 3 asistencias son significativas para entender su escasa aportación entre los profesionales.

### Entrenador

#### CBA
Tras su escasa aportación como jugador, decidió dar el paso y convertirse en entrenador, recayendo en el equipo de Montana Golden Nuggets, de la Continental Basketball Association (CBA), donde comenzó a labrarse una buena fama, ganando en dos ocasiones el título de Entrenador del año de dicha competición, en 1981 y 1983.

#### NBA
En 1984 da por fin el salto a la NBA, siendo contratado por los Cleveland Cavaliers, donde permaneció dos temporadas, hasta ser despedido en 1986. Se hizo cargo entonces de los Golden State Warriors. Tras ser despedido en una segunda temporada en California decepcionante, Karl regresó a la CBA, a los Albany Patroons, ganando de nuevo el título de entrenador del año en 1991.

#### Liga ACB
George Karl decide aceptar la oferta del Real Madrid, equipo de la Liga ACB española, permaneciendo la temporada 1989/1990 en la capital española. La campaña no es buena, ya que el equipo no logra ningún título pese a disputar la final de la Recopa de Europa de Baloncesto, perdida ante la Knorr Bolonia. Influyó en ese equipo la pérdida de su jugador estrella Fernando Martín, en un fatal accidente de tráfico. Eso fue determinante en la irregular temporada del equipo.  
Tras regresar a Estados Unidos la siguiente temporada y entrenar a los Albany Patroons  de la CBA,  regresa al Real Madrid para la temporada 91-92, volviendo a salir del club a mitad del curso.

#### Regreso a la NBA
En 1992 regresa a la NBA, concretamente a los Seattle Supersonics, a los que dirigiría durante 7 temporadas, consiguiendo su mayor éxito al alcanzar las Finales de la NBA en 1996, perdiendo contra los Chicago Bulls de Michael Jordan en 6 partidos. En 1998, ficha por los Milwaukee Bucks, donde permanecería hasta ser despedido en 2003. Tras dos años en blanco, en 2005 acepta sustituir al entonces entrenador interino de los Denver Nuggets Michael Cooper. En la temporada 2012-2013, logra el premio de Entrenador del año de la NBA, a pesar de lo cual su equipo queda eliminado en primera ronda de playoffs en 6 partidos ante Golden State Warriors. Tras este decepcionante final de temporada, George Karl queda destituido de su puesto en favor de Brian Shaw.
El 28 de diciembre de 2006, Karl alcanzó la cifra de 800 partidos ganados en la NBA, al ganar a los Sonics por 112 a 98. Es el 12º entrenador en alcanzar esa cifra.
En febrero de 2015, alcanzó un acuerdo con los Sacramento Kings fichando por 4 temporadas como entrenador principal.

## Logros y reconocimientos
- Entrenador del año de la NBA en la temporada 2012-13.
- 3 veces ganador del premio de Entrenador del año en la CBA.
- Subcampeón de la Recopa de Europa de Baloncesto en 1990, con el Real Madrid.
- Actualmente está en el puesto 6º entre los entrenadores con más victorias en la NBA con 1 175 victorias.
- Miembro del Basketball Hall of Fame (2022)